# Увенчание терновым венцом (картина Босха, Лондон)
«Увенчание (коронование) терновым венцом» (нидерл. De doornenkroning van Christus) — картина нидерландского художника Иеронима Босха, в основе которой лежит библейский сюжет, к которому Босх обращался как минимум дважды. Вторая работа Босха с таким же названием хранится в монастыре Сан Лоренсо в Эскориале.
Сюжет картины — один из эпизодов Страстей, крестного пути Христа. Молитвенно-философский характер трактовки канонического, типового сюжета позволяет видеть в ней визуальный парафраз на тему Imitatio Christi, «подражаний Христу».
На примере этой картины Босха видно, что в его позднем периоде творчества исчезают элементы готической стилизации, присутствовавшие в его ранней и даже зрелой манере: фигуры теряют удлинённость пропорций и S-образный изгиб, силуэты становятся угловатыми, конкретными и индивидуализированными, лишаясь позднеготической плавности и декоративности ритма. Босх обращается к композициям с небольшим числом персонажей, представленных в виде поясных фигур, что открывало перед ним возможность сосредоточиться на психологической характеристике действующих лиц. В полуфигурах тюремщиков отражены все градации сопричастности злу, апогей его проявления — сатанинская усмешка старика с козлиной бородкой. По сравнению с более ранним «Несением креста» из Гента здесь налицо изменение манеры и композиционных приёмов мастера.
Некоторые детали одежды палача (правый верхний угол) с трудом подаются дешифровке: например, дубовые листья на шляпе и широкий ошейник с шипами — вроде тех, что надевали в те времена на пастушьих собак. Видимо, это должно было служить указанием на звериную суть персонажа, который выглядит совсем не злым, дружески положив руку на плечо Спасителя.
Физиономии окруживших Христа тюремщиков, возможно, воплощают четыре основных человеческих темперамента: так, персонажи у верхнего края изображения — это флегматик и меланхолик, те, что представлены внизу, — сангвиник и холерик. Но как бы то ни было, очевидно их резкое отличие от просветлённого лика Христа, полного смиренного приятия боли и страданий.

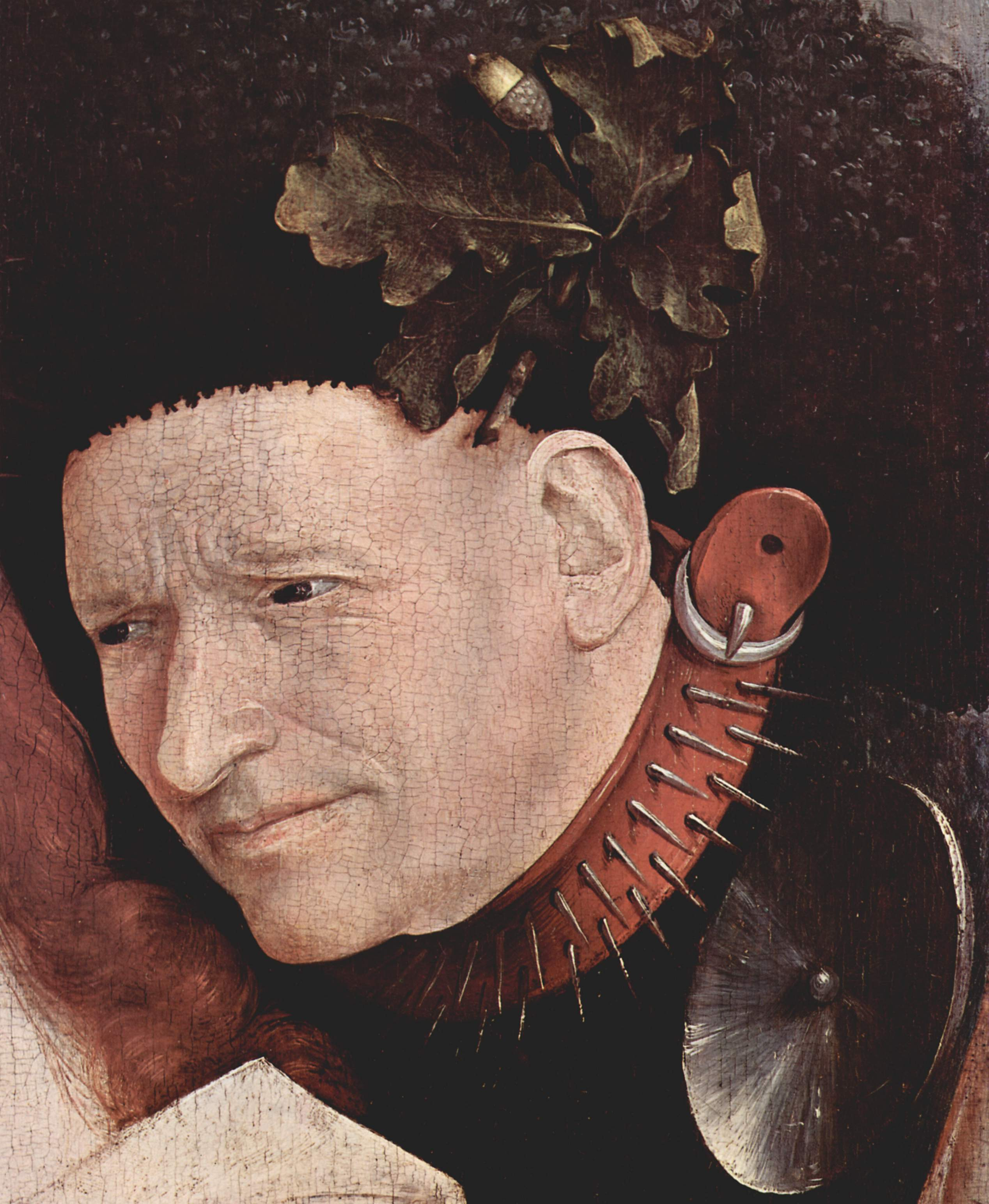
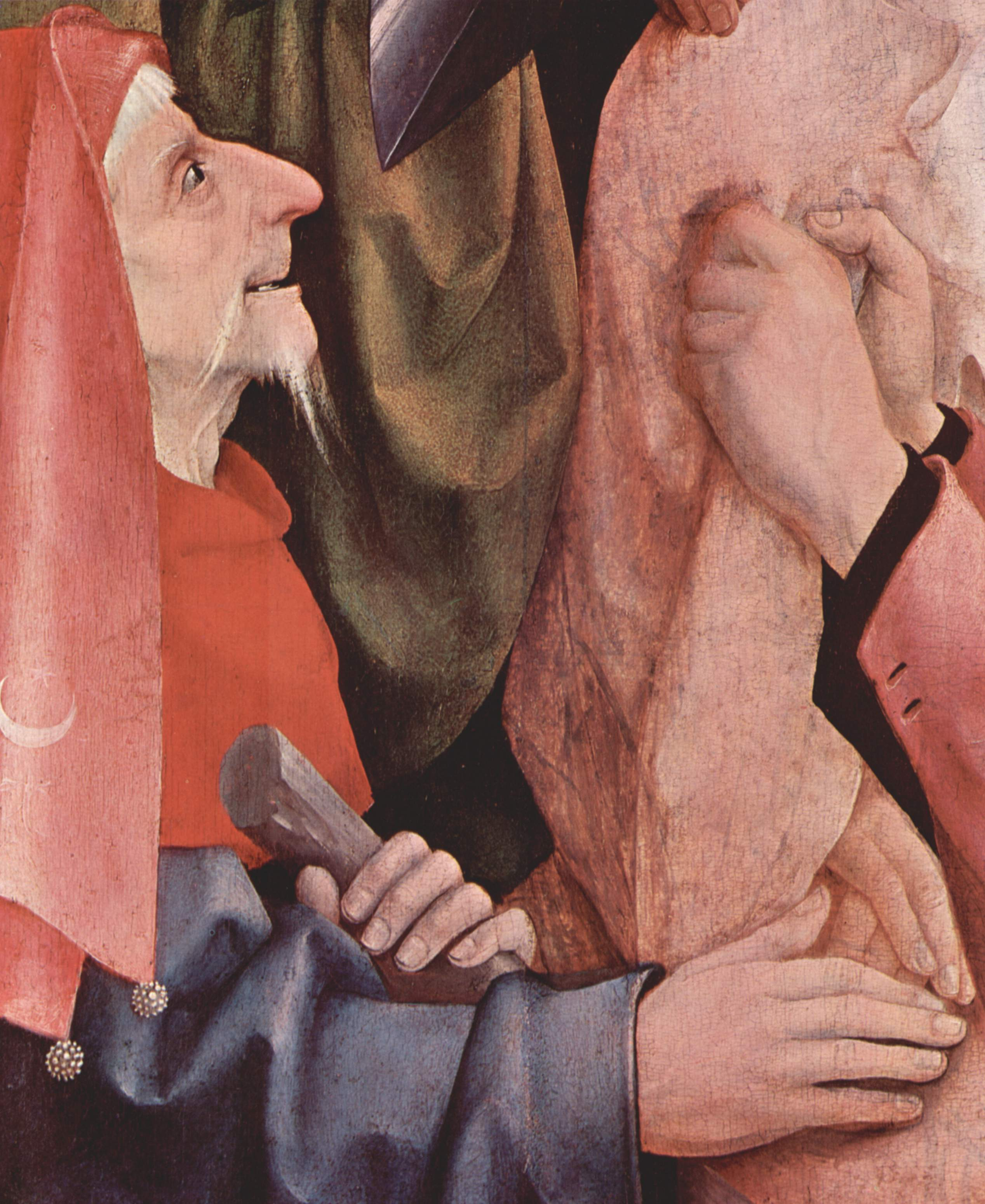